# Bretejovce
Bretejovce (Hongaars: Sárosberettő) is een Slowaakse gemeente in de regio Prešov, en maakt deel uit van het district Prešov.
Bretejovce telt 364 inwoners.

## Bevolking

### Ontwikkeling van het inwonertal
| Jaar            | 1994 | 2004   | 2014   | 2024    |
| --------------- | ---- | ------ | ------ | ------- |
| Aantal personen | 377  | 376    | 386    | 472     |
| Verschil        |      | −0,26% | +2,65% | +22,27% |

| Jaar            | 2023 | 2024   |
| --------------- | ---- | ------ |
| Aantal personen | 471  | 472    |
| Verschil        |      | +0,21% |

Abranovce · Bajerov · Bertotovce · Brestov · Bretejovce · Brežany · Bzenov · Čelovce · Červenica · Demjata · Drienov · Drienovská Nová Ves · Dulova Ves · Fintice · Fričovce · Fulianka · Geraltov · Gregorovce · Haniska · Hendrichovce · Hermanovce · Hrabkov · Chmeľov · Chmeľovec · Chmiňany · Chminianska Nová Ves · Chminianske Jakubovany · Janov · Janovík · Kapušany · Kendice · Klenov · Kojatice · Kokošovce · Krížovany · Kvačany · Lada · Lažany · Lemešany · Lesíček · Ličartovce · Lipníky · Lipovce · Ľubotice · Ľubovec · Lúčina · Malý Slivník · Malý Šariš · Medzany · Miklušovce · Mirkovce · Mošurov · Nemcovce · Okružná · Ondrašovce · Ovčie · Petrovany · Podhorany · Podhradík · Prešov · Proč · Pušovce · Radatice · Rokycany · Ruská Nová Ves · Sedlice · Seniakovce · Suchá Dolina · Svinia · Šarišská Poruba · Šarišská Trstená · Šarišské Bohdanovce · Šindliar · Široké · Štefanovce · Teriakovce · Terňa · Trnkov · Tuhrina · Tulčík · Varhaňovce · Veľký Slivník · Veľký Šariš · Víťaz · Vyšná Šebastová · Záborské · Záhradné · Zlatá Baňa · Žehňa · Žipov · Župčany